# Jas Mann
Jasbinder "Jas" Mann (nacido el 24 de abril de 1971, Dudley, West Midlands) es un músico británico de origen indio, escritor, cantante y productor musical.

## Primeros años
Mann es de ascendencia india y religión sikh. Nació en Dudley. Se crio en el seno de una familia humilde, con sus padres y sus tres hermanas, todas mayores que él (anecdóticamente, éstas le trataban casi como a una hermana más). En la infancia, durante el colegio, era observado casi como un "bicho raro" debido a su melena, la cual lucía debido a su religión sikh y a la educación familiar, pero no por ello dejó de mostrar una personalidad propia cuando un día acudió a clase con el pelo completamente rojo. Sus últimos años de la educación obligatoria se llevaron a cabo en Pendeford High School, donde desarrolló una pasión por la música. Formó su primera banda a la edad de 15 años con su amigo Adam Toussaint llamada The Glove Puppets, y personalmente financió un vinilo de 7", que se vendió a través de las tiendas de discos locales en 1987. Jas Mann, admirador del arte pictórico y el dibujo, ingresaría después del instituto en una escuela de Bellas Artes donde no completó la formación, los profesores no comprendían su forma de expresión por lo que decidió seguir su propio camino y ser autodidacta en esta rama artística.
The Sandkings, otra banda de Wolverhampton con un fuerte seguimiento, estaban dispuestos a firmar con Mann para que fuera su vocalista, uniéndose a ellos en 1988. The Sandkings, el nombre procedía de una colección de 1981 de historias de ciencia ficción de George R. R. Martin (llamadas Sandkings), publicaron siete sencillos y un EP con Mann, entre 1988 y 1992, así como un álbum. Tuvieron un éxito moderado, anotando tres Top 10 en las listas de éxito británicas.
Fueron los teloneros de The Happy Mondays y The Stone Roses en la década de 1990, pero Mann dejó la banda en 1992 debido a diferencias musicales.

## Babylon Zoo
En 1993, un demo de tres temas del próximo proyecto de Mann, Babylon Zoo, le valió un contrato con Phonogram Records aunque poco después, a través de la persona que le descubriera, migrara a la compañía EMI y firmara un contrato por siete discos.
En 1996, Levi's usó la canción "Spaceman", su primer sencillo para un anuncio de televisión después de haberla escuchado en una emisora de radio del Reino Unido. El sencillo fue directamente al puesto #1 en el UK Singles Chart, el 21 de enero de 1996, y el videoclip promocional del tema fue rodado en el desierto de Tabernas, Almería, y en él se puede ver a Jas Mann vistiendo atuendos plateados, desde unos guantes hasta un sarong (una especie de pareo o maxifalda) diseñado y creado por su propia madre. Un álbum, titulado, The Boy with the X-Ray Eyes fue lanzado en 1996 y producido por Mann en New Atlantis Productions music/artwork/video centre, llegando a alcanzar el #6 en la lista de álbumes, aunque no alcanzó el enorme éxito de "Spaceman", alcanzó el #1 en 23 países. 
Tras Spaceman, lanzó al mercado musical el que fuera su segundo sencillo, Animal Army, una canción que refleja la jungla que habita en la cabeza de Jas, llena de riffs potentes de guitarras distorsionadas y sonidos de varios animales, acompañándole un videoclip sin ningún desperdicio y que contó con gran presupuesto (aunque el dato se desconozca, es uno de los videoclips más caros de la historia debido a todos los efectos especiales empleados), en el que se ve como el "ejército animal" acaba adueñándose de una gran ciudad convirtiéndola en una moderna jungla urbana, así como las vestimentas espaciales, en este caso, son mucho más completas y llamativas pues Jas Mann no solo viste un traje completamente plateado, sino también partes del pelo y uñas a modo de garras de este mismo color. El tercer sencillo en editarse fue The Boy With The X-Ray Eyes, cuyo video se filmó en la azotea de un edificio situado en el Canary Wharf de Londres (una zona de oficinas y grandes empresas), donde lo reseñable sería, aparte de que la canción usada no es la original del álbum sino una remezcla, el traje lleno de fotos del ojo de Jas Mann junto al aire nocturno, industrial y de película de ciencia ficción que envuelve al clip. Estos dos singles posteriores a Spaceman entraron también en el Top 20 de singles más vendidos en el Reino Unido pero no alcanzaron la fama ni los puestos tan exitosos como el tema debut.
Tres años más tarde, en 1999, un segundo álbum fue lanzado, este se tituló King Kong Groover. El álbum sufrió debido a la mala promoción de parte de su sello discográfico, EMI, y de la poca cobertura de la prensa, pasando muy desapercibido.

## Después de "Spaceman"
En 1997, Mann (junto a otras figuras y celebridades del Reino Unido) aparecieron en Brass Eye, una serie de documentales de TV de parodias satíricas del Reino Unido, que se emitió en Channel 4. Apareció en un episodio llamado "Drugs". Dijo que nunca "había escrito una canción esférica", y estuvo de acuerdo con la afirmación de Morris, que podría tener un poco más de genes que la gente normal. Fue presentado como "el hombre que estaba totalmente Babylon Zoo, The Chungwit, the biff-boff y the puff pastry hangman", y cuando se le preguntó si él era un genio dijo, "Voy a ser un genio".
A finales de 1999, se trasladó a Chandigarh, India y pasó un tiempo en ashrams, trabajando como ayudante, construyendo refugios para las zonas más desfavorecidas.
Mann luego se trasladó a Myddle, Shropshire y dijo que nunca le gustaría vivir en otro sitio, "no importa cuán rico o exitoso puedo llegar a ser, a pesar de que el mundo amplía la gama de viajes para promocionar mi música". Sin embargo, en 2006, Mann viajó al desierto de Mojave, diciendo "la soledad mejora la creatividad y calma mi mente que da vueltas".
Mann también escribió el tema musical de Channel 4, para su programa Speedway Gran Prix, que se transmitió el sábado por la mañana durante toda la temporada de ésta (2000/01).
Mann es copropietario de una compañía discográfica, Hub Records, y lanzó tres canciones bajo el nombre de Mariachi Static en 2003. En 2005, se anunció que publicaría un nuevo álbum con Babylon Zoo, llamado Cold Clockwork Doll, aunque no llegó a lanzarse.
Actualmente, es el director ejecutivo de Indomina Media Inc. y mantiene una sede en Wolverhampton.